# Mikko Hirvonen
Mikko Hirvonen (Kannonkoski, Finlàndia, 31 de juliol de 1980) és un corredor finès de ral·lis retirat que participava en el Campionat Mundial de Ral·lis organitzat per la Federació Internacional d'Automobilisme (FIA). Guanyà 15 ral·lis i va ser subcampió Mundial en quatre ocasions.

## Trajectòria al WRC

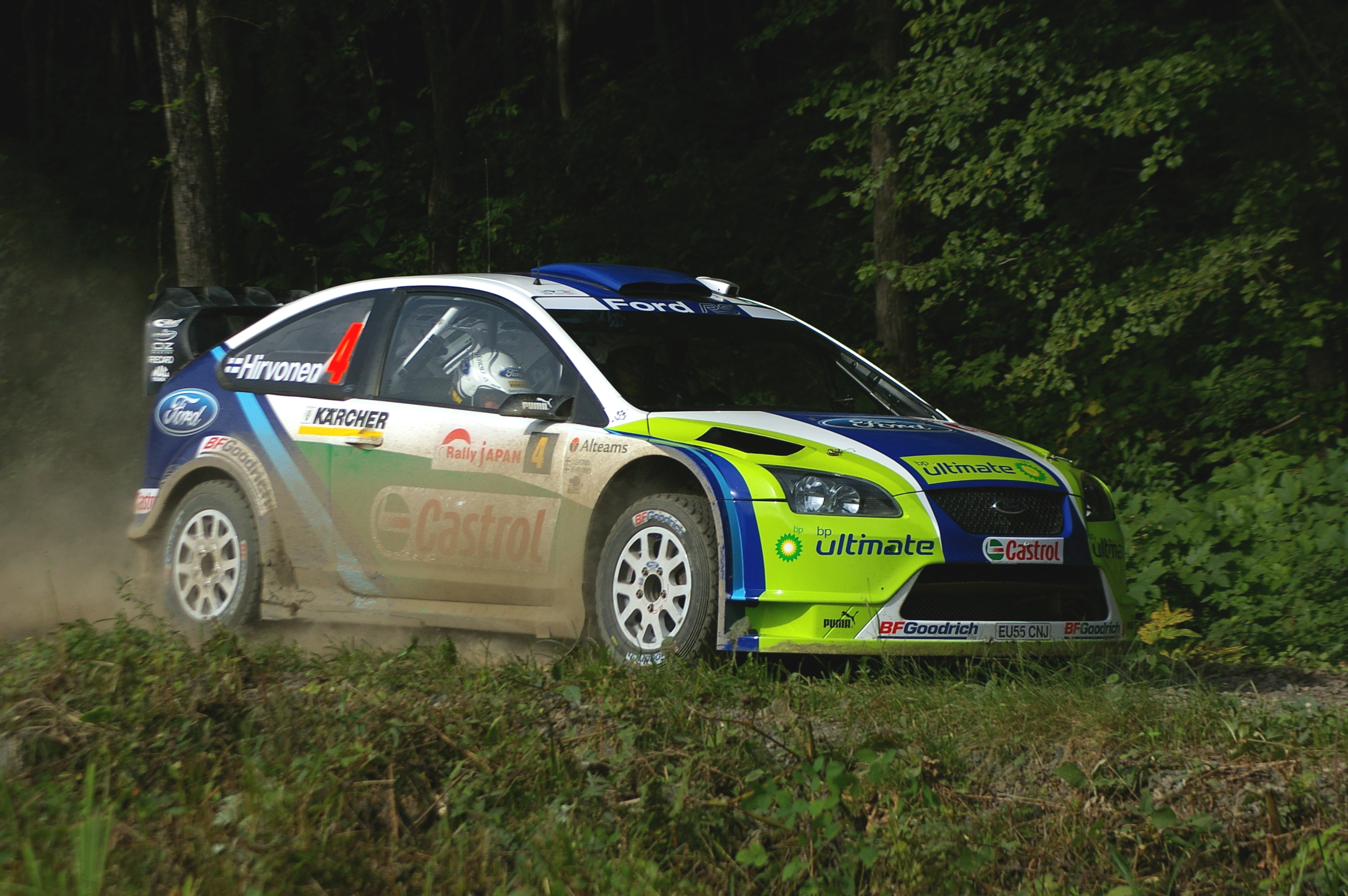
Mikko Hirvonen al Ral·li del Japó el 2005.

### Inicis
El seu debut en el WRC fou l'any 2002 al Ral·li de Finlàndia amb un Renault Clio S1600, disputant també aquell any el Ral·li Sanremo. A més a més, el 2002 també disputà diferents ral·lis a Itàlia i s'imposà en la categoria de 2000cc del Campionat de Finlàndia de Ral·lis.
Durant l'any 2003 disputà per primera vegada sencer el Campionat Mundial de Ral·lis amb un Ford Focus WRC privat però enquadrat alhora en l'estructura de l'equip oficial, però no obtingué resultats excessivament brillants, finalitzant la temporada en 16a posició, tenint com a millor resultat una 6a posició al Ral·li de Xipre.
La temporada següent, Hirvonen fitxà sorprenentment per l'equip oficial Subaru, el Subaru World Rally Team, compartint equip amb el norueg Petter Solberg. Finalitzà el campionat en una modesta 7a posició, amb el que l'equip Subaru decidí prescindir dels seus serveis per la temporada següent, fitxant en el seu lloc a l'australià Chris Atkinson.
No obstant això, l'any 2005 fou un bon any per Mikko Hirvonen, el finlandès, amb un Ford Focus privat aconseguí una 5a posició al Ral·li d'Acròpolis i al Ral·li de Finlàndia, així com un sorprenent 3r lloc al Ral·li Catalunya. Aquell any finalitzaria en 10a posició.

### Ford (2005-2011)
La bona actuació durant la temporada 2005 li obrí les portes del Ford World Rally Team per la temporada 2006, convertint-se en company d'equip de Marcus Grönholm. El 2006 amb el nou Ford Focus WRC va guanyar el Ral·li d'Austràlia, va quedar segon al Ral·li de Sardenya, al Ral·li de Turquia i al Ral·li de Nova Zelanda, a més a més de quedar 3r en el campionat 2006 per darrere de Sébastien Loeb i Marcus Grönholm.
L'any 2007 va guanyar tres nous ral·lis en imposar-se en el Ral·li de Noruega, el Ral·li del Japó i el Ral·li de Gal·les, aconseguint finalitzar novament el campionatcampionat en 3a posició, altre cop per darrere de Sébastien Loeb i Marcus Grönholm.
La retirada professional de Marcus Grönholm convertí a Mikko Hirvonen en el primer pilot de l'equip Ford per la temporada 2008, compartint equip amb Jari-Matti Latvala i Khalid Al-Qassimi, finalitzant el campionat en 2a posició darrere del francès Sébastien Loeb, imposant-se, això si, en el Ral·li de Jordània, el Ral·li de Turquia i el Ral·li del Japó. La temporada 2009, novament a Ford, gairebé aconseguí alçar-se amb el títol mundial en quedar subcampió a tan sols 1 punt novament de Sébastien Loeb, si bé Hirvonen aconseguí aquell any 4 victòries i 11 podis.
Durant la pretemporada del 2010 s'alçà amb el mític i prestigiós Ral·li de Monte-Carlo, el qul aquell any era puntuable per l'Intercontinental Rally Challenge. No obstant, en general va ser un mal any, acabant en sisena posició del Mundial, malgrat guanyar el Ral·li de Suècia.
La temporada 2011 tornaria a finalitzar subcampió Mundial, superat novament per Sébastien Loeb. Aquesta seria la última temporada d'Hirvonen a l'equip Ford.

### Citroën (2012-2013)
Hirvonen fitxa per dos temporades amb Citroën WRC per substituir a Sébastien Ogier i convertir-se en el nou company d'equip de Sébastien Loeb. Tornaria a finalitzar el Mundial en segona posició, superat una vegada més per l'ara company d'equip, Sébastien Loeb.
La segona temporada a Citroën, Hirvonen finalitza quart del Campionat Mundial.

### M-Sport (2014)
Hirvonen realitza una última temporada a l'equip M-Sport conduint un Ford Fiesta WRC semioficial. Aconsegueix tres podis i finalitza el Mundial quart. Al finalitzar la temporada anuncia la seva retirada.

## Dakar
Un cop retirat dels ral·lis, Hirvonen ha disputat en diverses ocasions el Ral·li Dakar, aconseguint finalitzar quart l'any del seu debut, 2016, conduint un Mini. També ha disputat altres raids com la Baja Aragón, on va acabar en tercera posició.

## Victòries al WRC
| #  | Ral·li              | Any  | Copilot        | Vehicle              |
| -- | ------------------- | ---- | -------------- | -------------------- |
| 1  | Ral·li d'Austràlia  | 2006 | Jarmo Lehtinen | Ford Focus RS WRC 06 |
| 2  | Ral·li de Noruega   | 2007 | Jarmo Lehtinen | Ford Focus RS WRC 06 |
| 3  | Ral·li del Japó     | 2007 | Jarmo Lehtinen | Ford Focus RS WRC 07 |
| 4  | Ral·li de Gal·les   | 2007 | Jarmo Lehtinen | Ford Focus RS WRC 07 |
| 5  | Ral·li de Jordània  | 2008 | Jarmo Lehtinen | Ford Focus RS WRC 07 |
| 6  | Ral·li de Turquia   | 2008 | Jarmo Lehtinen | Ford Focus RS WRC 07 |
| 7  | Ral·li del Japó     | 2008 | Jarmo Lehtinen | Ford Focus RS WRC 08 |
| 8  | Ral·li Acròpolis    | 2009 | Jarmo Lehtinen | Ford Focus RS WRC 09 |
| 9  | Ral·li de Polònia   | 2009 | Jarmo Lehtinen | Ford Focus RS WRC 09 |
| 10 | Ral·li de Finlàndia | 2009 | Jarmo Lehtinen | Ford Focus RS WRC 09 |
| 11 | Ral·li d'Austràlia  | 2009 | Jarmo Lehtinen | Ford Focus RS WRC 09 |
| 12 | Ral·li de Suècia    | 2010 | Jarmo Lehtinen | Ford Focus RS WRC 09 |
| 13 | Ral·li de Suècia    | 2011 | Jarmo Lehtinen | Ford Fiesta RS WRC   |
| 14 | Ral·li d'Austràlia  | 2011 | Jarmo Lehtinen | Ford Fiesta RS WRC   |
| 15 | Ral·li de Sardenya  | 2012 | Jarmo Lehtinen | Citroën DS3 WRC      |